# Petit Château (Eaubonne)

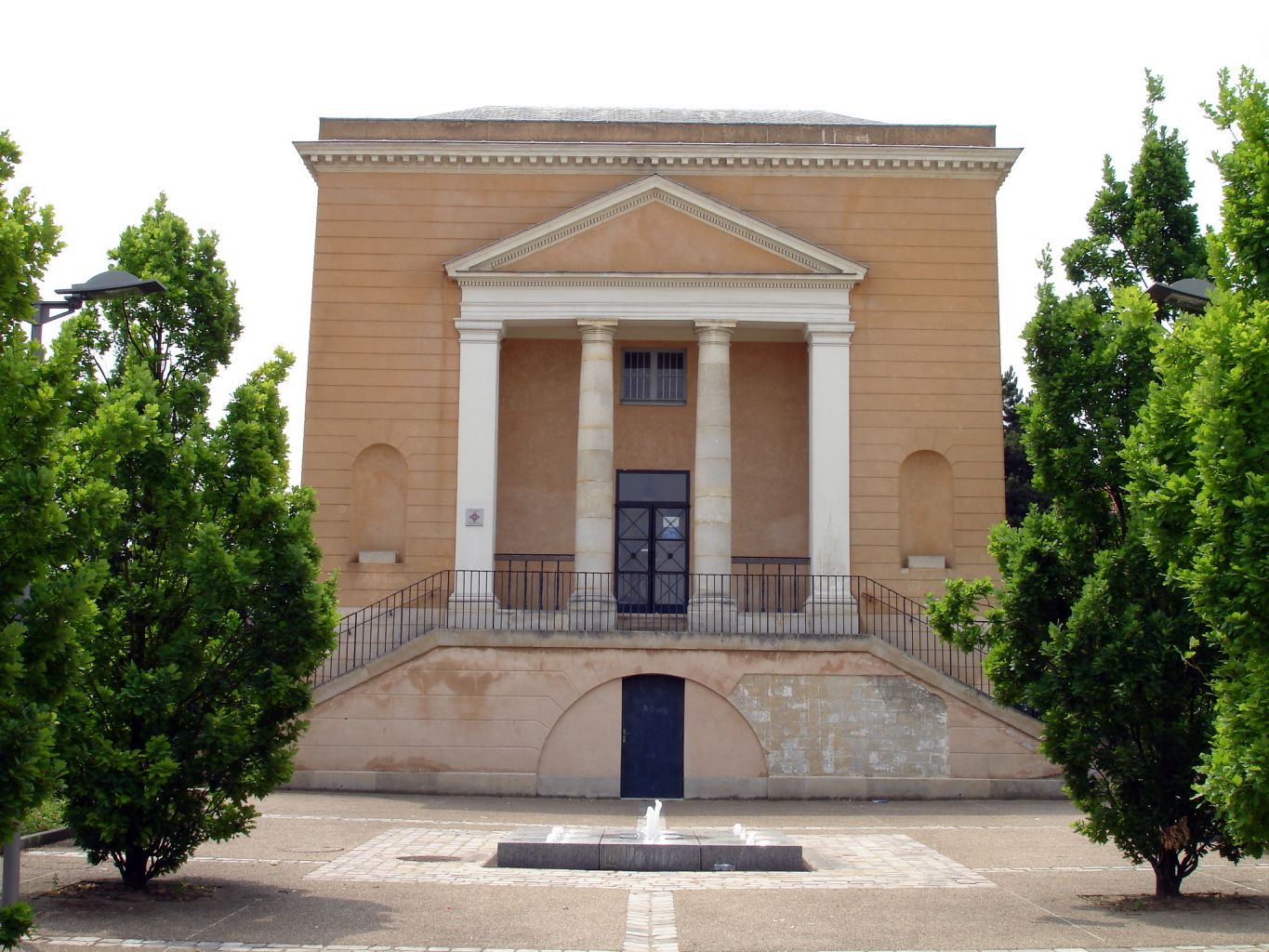
Petit Château in Eaubonne

Das Petit Château (dt. kleines Schloss) in Eaubonne, einer Gemeinde im Département Val-d’Oise in der französischen Region Île-de-France, wurde von 1772 bis 1776 errichtet. Seit 1967 steht das Schloss am Boulevard du Petit-Château Nr. 14 als Monument historique auf der Liste der Kulturdenkmäler in Frankreich.

## Geschichte
Das Schloss wurde nach Plänen des Architekten Claude-Nicolas Ledoux (1736–1806) errichtet, der es in seinem 1804 erschienenen Werk L’Architecture considerée sous le rapport de l’art, des moeurs et de la législation beschrieb und die Pläne darin veröffentlichte. Im klassizistischen Schloss wohnten bekannte Persönlichkeiten wie Louis-Jérôme Gohier und Merlin de Thionville. Das Gebäude, das 1926 in mehrere Wohnungen aufgeteilt wurde, dient heute der Sécurité sociale (Sozialversicherung) als Büro.